# ミキモト
株式会社ミキモトは、東京都中央区京橋に本社、東京都中央区銀座4丁目に本店をそれぞれ置く、宝飾品の製造、販売等を行う株式会社である。真珠の販売で世界一のシェアを持っている。

## 概要
1893年、アコヤ貝による真珠の養殖に世界で初めて成功した“真珠王”御木本幸吉が1899年3月、銀座に御木本真珠店を設立。海外での販売も積極的に行い、“ミキモトの養殖真珠は本物か模造品か”とパリで争われた「パリ真珠裁判」に勝利以後、養殖真珠が世界中に広まり、現在「ミキモト・パール」の名は世界に知られている。
現在は、ハイジュエラーとして、東京・銀座4丁目本店、パリ・ ヴァンドーム広場、ニューヨーク・五番街、ロンドン・ニューボンドストリート、中国、シンガポール、タイなど広く世界で展開している。

## 沿革

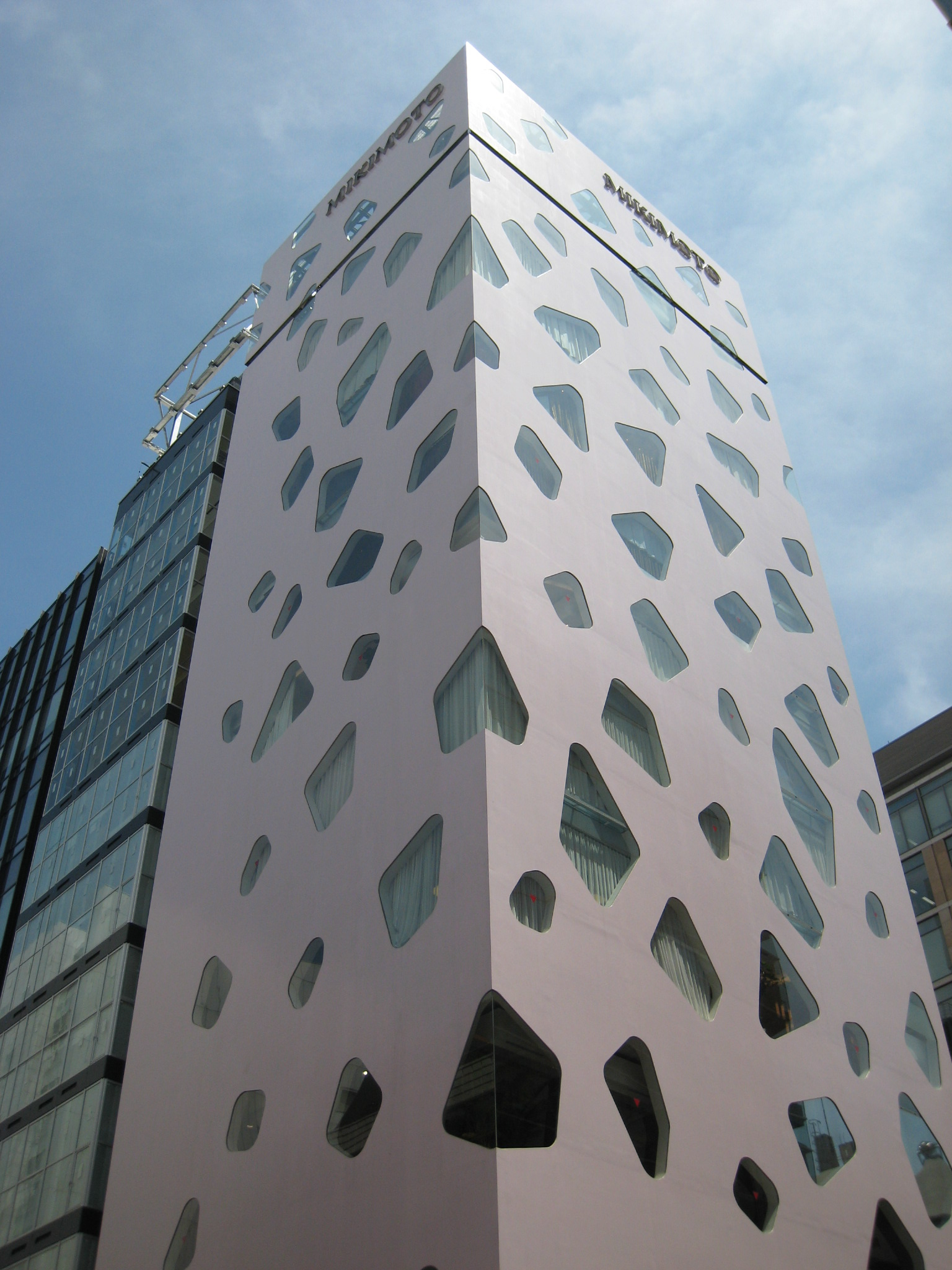

- 1893年 - 御木本幸吉が世界初の真珠養殖（半円真珠）に成功。
- 1899年 - 御木本真珠店を銀座に開業。
- 1905年 - 真円真珠の養殖に成功。
- 1913年 - 海外（ロンドン）へ初進出。
- 1921年 - ロンドンとパリの宝石商から「ミキモトの真珠は模造品だ」と喧伝される。
- 1924年 - パリ真珠裁判に勝利。
- 1949年 - 養殖と加工、輸出を行う御木本真珠株式会社と販売を行う御木本真珠店を設立。
- 1951年 - 三重県鳥羽市に御木本真珠島を開業。同年昭和天皇が（昭和天皇の戦後巡幸）[3]。
- 1954年 - 創業者である御木本幸吉死去。
- 1972年 - 社名をミキモトへ改称。

## 関連会社
- 御木本製薬株式会社
- 株式会社御木本真珠島
- 株式会社ミキモト装身具